# 大木豊
大木豊（おおき ゆたか、1925年12月14日-1976年9月1日）は、演劇評論家。
東京生まれ。1949年早稲田大学文学部芸術科卒。演劇評論家協会会員。

## 著書
- 『あの舞台この舞台　大劇場閉鎖から東宝カブキまで』劇評社、1955
- 『戦後新作戯曲事典 名舞台三十二葉』青蛙房 1960
- 『歌舞伎の素顔』冬樹社 1965
- 『タレントずーむいん』寿満書店 1970
- 『菊之助と玉三郎 その人間的魅力』日本ロータリーセンター出版局 ロータリーブックス 1972

## 参考
- 『あの舞台この舞台』著者紹介
- 『人物物故大年表』